# Stourport-on-Severn
Stourport-on-Severn è una cittadina di 19 713 abitanti della contea del Worcestershire, in Inghilterra.

## Amministrazione

### Gemellaggi
- Villeneuve-le-Roi, Francia